# Preddvor
Preddvor est une commune située dans la région de Haute-Carniole au nord de la Slovénie.

## Géographie
La commune est localisée au nord-est de la ville de Kranj au pied des Alpes kamniques. La montagne principale à proximité est le Grintovec.

### Villages
Les villages qui composent la commune sont Bašelj, Breg ob Kokri, Hraše pri Preddvoru, Hrib, Kokra, Mače, Možjanca, Nova vas, Potoče, Preddvor, Spodnja Bela, Srednja Bela, Tupaliče et Zgornja Bela.

## Démographie
Entre 1999 et 2021, la population de la commune a augmenté pour dépasser les 3 500 habitants,.
Évolution démographique
| 1999  | 2000  | 2001  | 2002  | 2003  | 2004  | 2005  | 2006  | 2007  |
| ----- | ----- | ----- | ----- | ----- | ----- | ----- | ----- | ----- |
| 2 985 | 2 982 | 3 022 | 3 078 | 3 128 | 3 131 | 3 166 | 3 225 | 3 254 |
| 2008  | 2009  | 2010  | 2011  | 2012  | 2013  | 2014  | 2015  | 2016  |
| 3 334 | 3 477 | 3 447 | 3 532 | 3 543 | 3 561 | 3 556 | 3 579 | 3 582 |
| 2017  | 2018  | 2019  | 2020  | 2021  |       |       |       |       |
| 3 597 | 3 619 | 3 688 | 3 714 | 3 780 |       |       |       |       |